# 尼科巴人
尼科巴人，是印度尼科巴群島操南亞語系的原住民。1978年人口20000人。

## 歷史
尼科巴群島的历史悠久，古称“裸体国”，古代希腊、阿拉伯和中国文献均有记载。其居住地于1050年被南印度朱羅王朝占领。尼科巴人是马来人与缅甸孟族的混血后裔。英國於1869年佔领，1947後由印度統治。

## 語言
尼科巴語屬南亞語系，不同的島嶼講不同的方言。

## 宗教
大多數人是基督徒但仍存在萬物有靈傳統宗教、祖先崇拜。

## 社會
他们社会由女王統治，男性和女性有大致平等的地位，婦女在包括選擇丈夫等事情上有決定權，婚後過小家庭生活，她们不仅做家務也負責農務。

## 經濟
他们與安達曼人不同已進入農業經濟，主要種植椰子，露兜樹，檳榔，香蕉，芒果，和其他水果。他們還打獵，捕魚，養豬，做陶器和獨木舟。很多新一代尼科巴人是教师與文員。